# Mark Eyskens
Marc Maria Frans Eyskens (* 29. dubna 1933) je belgický křesťanskodemokratický politik.

## Politická kariéra
Je představitelem strany Křesťanskodemokratická a vlámská strana (Christen-Democratisch en Vlaams). V roce 1981 byl krátce premiérem Belgie, jeho vláda se rozpadla kvůli nedohodě o financování valónského ocelářského průmyslu. V letech 1979–1980 byl ministrem rozvojové pomoci, 1981–1985 byl ministrem hospodářství, 1980–1981 a 1985–1988 ministrem financí, 1989–1992 ministrem zahraničních věcí. V letech 1977-2003 byl členem dolní komory belgického parlamentu. Roku 1998 získal čestný titul státní ministr (Minister van Staat, Ministre d'État).